# Двенадцать малых пророков
«Двенадцать малых пророков» (иуд.-арам. תרין עשר‎), также «Малые пророки» — именование иудейских книг-пророчеств двенадцати авторов (пророков), которые принято называть «малыми», поскольку объём этих книг меньше объёма книг четырёх «великих» пророков (Исаии, Иеремии, Иезекииля, Даниила). Представляют собой последнюю из восьми книг второй группы книг Танаха — Невиим («Пророки»), вслед за Торой («Законом»).
Ранние переводы Танаха, предшествующие оформлению масоретами в нынешнем виде ни Септуагинта (III—I века до н. э.), ни Пешитта (II век н. э.), ни Вульгата (V век н. э.) не знают «Пророков» в качестве особой части Ветхого Завета; впервые о них как об отдельной группе книг упоминает внук Иисуса сына Сираха в предисловии к переводу книги своего деда.
Разделение на первых («великих») и последних («малых») введено масоретами в VII веке н. э.; во время Иеронима (IV век) оно ещё не было известно.
1. Книга пророка Осии.
2. Книга пророка Иоиля.
3. Книга пророка Амоса.
4. Книга пророка Авдия.
5. Книга пророка Ионы.
6. Книга пророка Михея.
7. Книга пророка Наума.
8. Книга пророка Аввакума.
9. Книга пророка Софонии.
10. Книга пророка Аггея.
11. Книга пророка Захарии.
12. Книга пророка Малахии.

Иисус Христос ставил книги пророков рядом с Моисеевым законом. «Закон и пророки» — стало типическим выражением для обозначения всей сущности Ветхого Завета (Мф. 22:40; Деян. 24:14).